# Steriphopus macleayi
Espèce
Synonymes
- Pachypus macleayi O. Pickard-Cambridge, 1873

Steriphopus macleayi est une espèce d'araignées aranéomorphes de la famille des Palpimanidae.

## Distribution
Cette espèce est endémique du Sri Lanka.

## Description

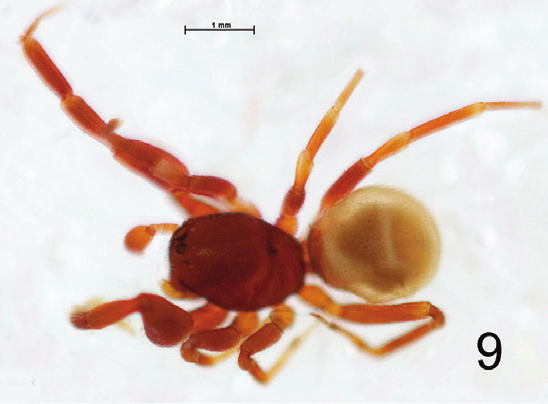
Steriphopus macleayi ♂

Le mâle décrit par Benjamin en 2024 mesure 6,6 mm et la femelle 8,4 mm.

## Systématique et taxinomie
Cette espèce a été décrite sous le protonyme Pachypus macleayi par O. Pickard-Cambridge en 1873. Le nom Pachypus Cambridge, 1873 étant préoccupé par Pachypus Billberg, 1820, il a été remplacé par Steriphopus par Simon en 1887.

## Publication originale
- O. Pickard-Cambridge, 1873 : « On some new genera and species of Araneida. » Proceedings of the Zoological Society of London, vol. 1873, p. 112-129 (texte intégral).